# 宗正
宗正為中國古代官名，秦朝時起設立，為皇室親屬之近官，為管理皇族事務的官員。
汉朝，宗正是九卿之一，一般由刘氏同族出任，西汉时期的宗正多由楚元王刘交后代出任，刘郢客、刘礼、刘辟彊、刘德、刘向、刘庆忌皆担任过“宗正”一职，這是由於宣帝時霍光拉拢宗室，拜刘辟彊为光禄大夫，“徙为宗正”，其子刘德则“待诏丞相府”，又为“宗正丞，杂治刘泽诏狱”，刘向更因此捲入外戚许嘉、史高和宦官弘恭、石显的政治斗争中，班固称其“奕世宗正”。漢平帝元始四年宗正更名為宗伯。王莽時期，宗正合併為秩宗，東漢時復稱宗正。宗正下設都司空令丞，內官長丞等職。
宗正一職於南朝曾廢除，後期恢復，改名为宗正卿、宗正寺卿（宗正寺的主管长官）。明清時期，改稱宗人府，設有左、右宗正各一人，到清朝時仍不廢。

## 唐代宗正卿
- 李神通（618年-619年）
- 李粲（武德初年）
- 獨孤修德（武德初年）
- 李孝恭（625年-627年）
- 李神符（629年）
- 李百藥（629年）
- 李百藥（636年-641年）
- 竇誕（644年）
- 李義（貞觀年間）
- 段綸（貞觀年間）
- 李博乂（651年）
- 李緯（654年）
- 李崇義（永徽年間）
- 李博乂（656年）
- 薛瓘（662年）
- 李博乂（663年-664年）
- 豆盧貞松（高宗時期）
- 李德懋（高宗時期）
- 薛克勤（高宗時期）
- 李厥（高宗時期）
- 武承嗣（674年）
- 王同人（680年）
- 韋思謙（約682年）
- 李仲玄（683年）
- 王及善（688年）
- 武重規（696年-698年）
- 樊德慶（武后時期）
- 武懿宗（武后時期）
- 武嗣宗（武后時期）
- 李崇嗣（約武后時期）
- 楊志操（武后時期）
- 武攸歸（武后時期）
- 武崇敏（武后時期）
- 李琇（武后時期）
- 李徽（武后時期）
- 閻嘉賓（武后時期）
- 徐彥伯（武后末年）
- 李俊（705年）
- 韋溫（神龍初年）
- 李思訓（神龍初年）
- 李晉（710年）
- 李微（710年）
- 李隆業（711年）
- 李微（712年）
- 姜晞（712年）
- 李儆（713年）
- 陸余慶（714年）
- 李濬（開元初年）
- 韋希仲（約開元初年）
- 李邕（開元初年）
- 姜晦（717年-722年）
- 李昇期（725年）
- 李志暕（727年）
- 李佺（732年-734年）
- 李徹（737年）
- 李道堅（737年-739年）
- 李伯潛（開元年間）
- 龐承宗（開元年間）
- 韋元珪（開元年間）
- 李璆（開元年間）
- 劉承顏（約開元年間）
- 李暹（約開元末年）
- 李濟（天寶初年）
- 李徹（744年）
- 李道邃（約747年）
- 李璆（748年-749年）
- 李玚（約天寶年間）
- 李慎名（約天寶年間）
- 李曄（至德年間）
- 李峴（約757年）
- 李承寀（757年）
- 李遵（757年-761年）
- 李芝芳（肅宗時期？）
- 李粹（約肅宗時期）
- 李齊物（761年）
- 李峴（763年）
- 李鍊（廣德年間）
- 李祗（766年）
- 李㰋（約大曆年間）
- 李琬（約大曆年間-780年）
- 李幹（貞元初年）
- 李訪（788年）
- 李翼（約790年）
- 李翰（791年）
- 李復（792年）
- 李齊運（796年前）
- 李巘（797年-799年）
- 李紓（805年）
- 李桿（約貞元末年）
- 李詞（809年）
- 王涯（813年）
- 李上公（816年）
- 李道古（818年-820年）
- 李䎖（820年）
- 李拭（820年）
- 李銳（831年-833年）
- 李仍叔（833年-834年）
- 李弘澤（836年）
- 李玭（838年）
- 李踐方（839年）
- 李仍叔（843年）
- 魏扶（849年前）
- 李文舉（851年-852年）
- 李宏簡（852年）
- 李弘甫（858年）
- 李漢（大中年間）
- 李定（大中年間）
- 李膠（865年）
- 李嶧（875年）
- 李知柔（894年前）
- 李涪（895年）
- 李龜年（897年）
- 李遜（昭宗時期）
- 李克助（昭宗時期）
- 李克勤（904年）
- 李震（906年）
- 李大可
- 任干

## 唐代宗正少卿
- 獨孤瑛（武德初年）
- 長孫沖（643年-645年）
- 長孫敞（貞觀年間）
- 高季通（651年）
- 李震（652年-653年）
- 武元慶（660年-666年）
- 李續（666年）
- 楊守訥（675年）
- 李言思（高宗時期）
- 武攸歸（武后時期）
- 韋頊（武后時期）
- 采懷敬（武后時期）
- 韋瑅（武后時期）
- 韋令儀（武后時期）
- 李胤（神龍初年）
- 姜晞（711年-712年）
- 韋璆（713年）
- 姚元景（714年）
- 姚異（716年）
- 崔秀（開元初年）
- 王同晊（722年）
- 崔澄（723年）
- 鄭繇（726年）
- 李辿（726年）
- 竇希球（728年？）
- 康子元（730年）
- 崔秀（737年）
- 杜令怡（開元年間）
- 殷承業（開元末年）
- 李成裕（751年）
- 李少連（天寶年間）
- 李睍（天寶末年）
- 李杙（肅宗時期）
- 李涵（762年）
- 李粹（763年-767年）
- 李瀚（大曆年間）
- 李解（約代宗時期）
- 李錡（貞元初年）
- 李藻（貞元年間）
- 李拭（809年）
- 李道古（813年）
- 李孝誠（813年-817年）
- 李憲（819年-820年）
- 李子鴻（820年-822年）
- 李濟（825年）
- 李貞素（大和年間）
- 李從易（李從簡，830年-837年）
- 李恬（840年）
- 李師偃（841年）
- 李元夔（會昌年間）
- 李漢（大中年間）
- 李從貞（咸通年間）
- 李甚夷（875年）
- 李龜年（880年-881年）
- 李約（883年）
- 李震（昭宗時期）
- 李匡文（昭宗時期）
- 李篆
- 李涗
- 李通元